# カガリュウ
カガリュウ（加賀竜）は、1982年に石川県白峰村の地層（手取層群）で歯が発見され、1986年に化石の古生物として公表された恐竜。前期白亜紀ごろに日本に生息していたと考えられている。歯の化石に鋸歯状構造が見つかったため、肉食の大型恐竜であったと推定され、メガロサウルス科に近いとされる。手取層群から産出した恐竜化石としては最初のもので、日本から産出した確かな恐竜化石としてはモシリュウ、サンチュウリュウ、ミフネリュウに次ぐ4番目の例である。

## 発見と研究史
1982年に福井県鯖江市在住の当時中学2年生であった松田亜規が手取層群のうち石徹白亜層群上部の桑島互層からこぶし大の黒鉛色の石を採集し、内部に化石を発見した。3年後の1985年に彼女のいとこが夏休みの自由研究に使うために化石を借用し、同定のために福井市自然史博物館に持ち込んだ。
福井県教育研究所の荒木哲治が標本を福井県立博物館へ届け、当時福井県立博物館の学芸員であった東洋一がその化石の存在を知ることとなる。実物化石を目にした東は恐竜のものであると指摘し、1986年に発表された。恐竜化石の和名には産地や地層の名称を用いるのが一般的であるが、手取層群にちなむテドリリュウが既に命名されていたため、加賀国からカガリュウと命名された。
東曰く、福井県立恐竜博物館をはじめ恐竜を産業の一つとしている福井県が恐竜と関係を持つことができたのは、カガリュウの発見がきっかけであった。カガリュウの歯が産出したことにより手取層群から恐竜化石が産出することが判明し、1989年から発掘調査が開始され、その後の研究活動に繋がることとなった。

## 古環境
桑島互層は1986年時点でシダ・ソテツ・イチョウといった50種の植物化石が確認されており、カガリュウの生息していた時代にはイチョウモドキやホソバやヤナギバといった植物が生育していたと考えられている。当時の生物群系は暖温帯の落葉樹林帯であった。また、恐竜のものと思われる足跡化石も露頭と転石から発見されている。